# Klaus Peter Heinrici
Klaus Peter Heinrici (* 23. Juni 1928 in Frankfurt (Oder); † 25. Juni 2017 in Frankfurt am Main) war ein deutscher Architekt, dessen Tätigkeitsschwerpunkt in Frankfurt am Main lag.

## Leben
Klaus Peter Heinrici studierte Architektur an der Technischen Hochschule München. Das Diplom erlangte er 1951 bei Professor Martin Elsaesser. Zwischen 1951 und 1956 war er im Hochschulbauamt der Universität Frankfurt am Main bei dem Architekten Ferdinand Kramer tätig. 1956 gründete er sein eigenes Atelier  in Frankfurt am Main, ab 1978 als Architekturbüro Heinrici & Geiger, später Heinrici Geiger & Partner (HGP) und ab 2000 hgp Architekten. Er plante über 50 Gebäude in Frankfurt und Umgebung. Im Jahr 2000 zog er sich aus dem Arbeitsleben zurück.
Er war langjähriges Mitglied im AIV, DWB und im Städtebaubeirat der Stadt Frankfurt am Main.

## Werke (Auswahl)
- Kirche der Bethlehemgemeinde in Frankfurt-Ginnheim (1971)
- Wohnhaus Max-Beckmann-Straße 23 in Frankfurt-Sachsenhausen (1976)
- Umbau Neues Schloss Frankfurt-Höchst (1977)
- Grzimek-Haus (Nachttierhaus) im Frankfurter Zoo (1978)
- Stadthalle in Babenhausen (1984)
- Rekonstruktion des Fachwerkhauses Schwarzer Stern am Römerberg (1984)
- Wohnhaus Saalgasse 28 in der Frankfurter Altstadt (1986)
- Um- und Anbau Straßenbahndepot "Bockenheimer Depot" in Frankfurt-Bockenheim (1988)
- Villa Kennedy in Frankfurt-Sachsenhausen (1992)
- DFB-Villa und Atelierhaus in Frankfurt-Bockenheim (1994)
- Umbau Bertramshof des Hessischen Rundfunks in Frankfurt-Dornbusch (1994)
- Kindertagesstätte des Hessischen Rundfunks in Frankfurt-Dornbusch (1995)
- Krematorium und Trauerhalle des Frankfurter Hauptfriedhofs (1995)
- Fachhochschule Aschaffenburg (1998)
- Villa Borgnis in Königstein im Taunus (1998)